# مارکو اولباخ
مارکو اولباخ (انگلیسی: Marco Aulbach؛ زادهٔ ۲۵ ژوئیهٔ ۱۹۹۳) بازیکن فوتبال اهل آلمان است.